# Chosen (мініальбом)
Chosen — дебютний мініальбом італійського рок-гурту Måneskin. Він вийшов 8 грудня 2017 року і посів 3 місце в італійському чарті альбомів.
До міні-альбому увійшли однойменний сингл та ще одна оригінальна пісня («Recovery»), обидві англійською мовою, а також різні кавер-версії пісень, виконані під час одинадцятого сезону X Factor (Італія). Міні-альбом був сертифікований як платиновий, а крім того, його треки отримали дві платинові та чотири золоті сертифікації FIMI.
За межами Італії та після успіху на Євробаченні рок-кавер гурту на пісню The Four Seasons «Beggin» став найпопулярнішою піснею з мініальбому. Пісня зібрала понад 1 мільярд прослуховувань на Spotify, що зробило Måneskin першим італійським гуртом в історії, якому вдалося досягти такого результату.

## Список композицій
| Трек-лист Chosen | Трек-лист Chosen                                      | Трек-лист Chosen | Трек-лист Chosen                             | Трек-лист Chosen |
| #                | Назва                                                 | Автор слів       | Автор музики                                 | Тривалість       |
| ---------------- | ----------------------------------------------------- | ---------------- | -------------------------------------------- | ---------------- |
| 1.               | «Chosen»                                              | Даміано Давід    | Вікторія де Анджеліс Томас Раджі Ітан Торчіо | 2:42             |
| 2.               | «Recovery»                                            | Даміано Давід    | Вікторія де Анджеліс Томас Раггі Ітан Торчіо | 2:55             |
| 3.               | «Vengo dalla Luna» (кавер на Caparezza)               |                  |                                              | 3:04             |
| 4.               | «Beggin'» (кавер на The Four Seasons)                 |                  |                                              | 3:31             |
| 5.               | «Let's Get It Started» (кавер на Black Eyed Peas)     |                  |                                              | 2:26             |
| 6.               | «Somebody Told Me» (кавер на The Killers)             |                  |                                              | 2:41             |
| 7.               | «You Need Me, I Don't Need You» (кавер на Еда Ширана) |                  |                                              | 3:30             |

## Персонал
Гурт
- Даміано Давід — вокал
- Вікторія де Анджеліс — бас-гітара
- Томас Раджі — гітара
- Ітан Торчіо — ударні

Продакшн та дизайн
- Måneskin — продакшн (треки 1 і 2)
- Лучіо Фаббрі — продакшн (треки 3-7)
- Донато Романо — інженерія (трек 1)
- Антоніо Баліо — мастеринг (трек 1)
- Алессандро Маркантоні — запис (треки 3-7)
- Пієтро Карамеллі, Клаудіо Джуссані — мастеринг (треки 3-7)
- Cirasa — обкладинка
- Ріккардо Амброзіо — фотографія

## Чарти
| Чарт (2017—2021)                                   | Пікова позиція |
| -------------------------------------------------- | -------------- |
| Австрія Austrian Albums (Ö3 Austria)               | 20             |
| Бельгія Belgian Albums (Ultratop Flanders)         | 9              |
| Бельгія Belgian Albums (Ultratop Wallonia)         | 33             |
| Canadian Albums (Billboard)                        | 21             |
| Данія Danish Albums (Hitlisten)                    | 6              |
| Фінляндія Finnish Albums (Suomen virallinen lista) | 2              |
| Німеччина German Albums (Offizielle Top 100)       | 93             |
| Icelandic Albums (Plötutíðindi)                    | 15             |
| Італія Italian Albums (FIMI)                       | 3              |
| Lithuanian Albums (AGATA)                          | 2              |
| Норвегія Norwegian Albums (VG-lista)               | 11             |
| Польща Polish Albums (ZPAV)                        | 8              |
| Швеція Swedish Albums (Sverigetopplistan)          | 7              |
| Швейцарія Swiss Albums (Schweizer Hitparade)       | 49             |
| US Billboard 200                                   | 103            |
| US Top Rock Albums (Billboard)                     | 14             |
| US World Albums (Billboard)                        | 2              |

| Чарт (2017)           | Місце |
| --------------------- | ----- |
| Italian Albums (FIMI) | 66    |

| Чарт (2018)           | Місце |
| --------------------- | ----- |
| Italian Albums (FIMI) | 24    |

| Чарт (2021)                        | Місце |
| ---------------------------------- | ----- |
| Belgian Albums (Ultratop Flanders) | 114   |
| Danish Albums (Hitlisten)          | 76    |
| Italian Albums (FIMI)              | 32    |
| Swedish Albums (Sverigetopplistan) | 78    |
| US Top Rock Albums (Billboard)     | 59    |

| Чарт(2022)                | Місце |
| ------------------------- | ----- |
| Italian Albums (FIMI)     | 73    |
| Lithuanian Albums (AGATA) | 19    |

## Сертифікації
| Регіон                                                        | Сертифікація | Сертифікованих одиниць/продажів |
| ------------------------------------------------------------- | ------------ | ------------------------------- |
| Канада (Music Canada)                                         | Золото       | 40 000‡                         |
| Данія (IFPI Danmark)                                          | Золото       | 10 000‡                         |
| Італія (FIMI)                                                 | 3х Платина   | 150 000‡                        |
| ‡Показники продажів+стрімінг, базуючись лише на сертифікації. |              |                                 |